# Саморядовка
Саморядовка – річка у Московській області

## Гідрологія
Саморядовка – ліва притока Учі, яка впадає в Клязьму. Довжина 13 км. Верхні притоки Учі, як і сама основна річка розташовані на північ від міста Лобні, між Савеловською залізницею та рогачовським шосе в оточенні великих селищ Некрасовський, Луговой, Марфіна. У селищі Некрасовський на річці облаштовано каскад ставків.

## Розташування
Витік знаходиться східніше села Білий Раст, гирло: річка Уча, впадає в селі Сухарево Митищинського району.

## Населені пункти
Протікає через населені пункти: Саморядово, Горки Сухаревські, Некрасовський, Ларьово, Борець, Лисково.